# نادي نجاح سوس
جمعية نجاح سوس أكاديرالمعروف أيضًا باسم نجاح سوس ويشار إليه أيضًا باسم ANSA، هو نادي رياضي مغربي مقره في أكادير، المغرب. يشارك في دوري الدرجة التالتة المغربي. تأسس فريق نجاح سوس أكاديرلكرة القدم عام 1974. يلعب النجاح مبارياته على أرضه في ملعب سيدين بلخير. ألوان الفريق هي الأصفر والأخضر.

## لائحة اللاعبين
لائحة اللاعبين في نادي نجاح سوس
- حمزة انجارن
- مراد الهيمش
- عبد الرحيم فاتيح
- أنس الإدريسي البوعناني
- مهدي سامونو
- حسن مرادي
- حسن بوالحيا
- زكرياء بوسمارة
- أيوب بوالقان
- أسامة الناجم
- مهدي واكرا
- حمزة الجمري
- بوفيتراس عامر
- أحمد لشكر
- محمد فارس
- عثمان الحسناوي
- مراد القرنيشي
- أمين أنزار

## ملعب النادي
ملعب النادي هو ملعب سيدين بلخير